# Вале-де-Варгу
Вале-де-Варгу (порт. Vale de Vargo; МФА: [ˈva.ɫɨ dɨ ˈvaɾ.gu]) — парафія в Португалії, у муніципалітеті Серпа. Розташована в південній частині країни, на теренах історичної португальської провінції Алентежу. Входить до складу округу Бежа. За адміністративним поділом, чинним до 1976 року, терени парафії були складовою провінції Нижнє Алентежу. Належить до Безької діоцезії Католицької церкви. Патрон — святий Севастіан. Площа — 57,9979 км². Населення — 968 ос. (2011). Слабо урбанізований регіон. Густота населення — 16,69 осіб/км²
. Код — 021306.

## Населення
| Кількість мешканців | Кількість мешканців | Кількість мешканців | Кількість мешканців | Кількість мешканців | Кількість мешканців | Кількість мешканців | Кількість мешканців | Кількість мешканців | Кількість мешканців | Кількість мешканців | Кількість мешканців | Кількість мешканців | Кількість мешканців | Кількість мешканців |
| ------------------- | ------------------- | ------------------- | ------------------- | ------------------- | ------------------- | ------------------- | ------------------- | ------------------- | ------------------- | ------------------- | ------------------- | ------------------- | ------------------- | ------------------- |
| 1864                | 1878                | 1890                | 1900                | 1911                | 1920                | 1930                | 1940                | 1950                | 1960                | 1970                | 1981                | 1991                | 2001                | 2011                |
| 738                 | 844                 | 890                 | 960                 | 1 253               | 1 318               | 1 561               | 1 850               | 2 053               | 2 001               | 1 605               | 1 388               | 1 238               | 1 073               | 968                 |